# Partido Verde (Filipinas)
El Partido Verde de Filipinas (en inglés: Green Party of the Philippines o GPP) es un partido político ecologista y socialdemócrata filipino.